# الدخيلة (منوبة)
الدخيلة إحدى قرى الجمهورية التونسية، تقع في معتمدية طبربة من ولاية منوبة، شمال غربي مدينة طبربة.

### مواضيع ذات علاقة
- ولاية منوبة.